# Peter Varellas
Peter Varellas (Moraga, 2 ottobre 1984) è un pallanuotista statunitense, vincitore di una medaglia d'argento ai giochi olimpici di Pechino 2008, di due medaglie d'oro ai Giochi Panamericani 2007 e 2011 e di medaglia d'argento in World League. Con il Savona ha vinto una Coppa LEN (trofeo di cui ha disputato un'altra finale) ed è stato vicecampione d'Italia e finalista in Coppa Italia e in Supercoppa LEN. 

## Statistiche

### Presenze e reti nei club
Statistiche aggiornate al 29 giugno 2010.
| Stagione           | Squadra            | Campionato         | Campionato | Campionato | Coppe nazionali | Coppe nazionali | Coppe nazionali | Coppe continentali | Coppe continentali | Coppe continentali | Totale | Totale |
| Stagione           | Squadra            | Comp               | Pres       | Reti       | Comp            | Pres            | Reti            | Comp               | Pres               | Reti               | Pres   | Reti   |
| ------------------ | ------------------ | ------------------ | ---------- | ---------- | --------------- | --------------- | --------------- | ------------------ | ------------------ | ------------------ | ------ | ------ |
| 2006-07            | R.N. Savona        | A1                 | ?          | ?          |                 | -               | -               |                    | -                  | -                  | ?      | ?      |
| 2007-08            | R.N. Savona        | A1                 | ?          | ?          |                 | -               | -               |                    | -                  | -                  | ?      | ?      |
| 2008-09            | R.N. Savona        | A1                 | ?          | ?          |                 | -               | -               |                    | -                  | -                  | ?      | ?      |
| 2009-10            | R.N. Savona        | A1                 | ?          | ?          |                 | -               | -               |                    | -                  | -                  | ?      | ?      |
| Totale R.N. Savona | Totale R.N. Savona | Totale R.N. Savona | ?          | ?          |                 | -               | -               |                    | -                  | -                  | ?      | ?      |
| Totale carriera    | Totale carriera    | Totale carriera    | ?          | ?          |                 | -               | -               |                    | -                  | -                  | ?      | ?      |

## Palmarès

### Club
- Coppe LEN: 1

Savona: 2010-11

### Nazionale
- Argento olimpico: 1

Stati Uniti: Pechino 2008
- Argento nella World league: 1

Stati Uniti: Genova 2008
- Oro ai giochi panamericani: 2

Stati Uniti: Rio de Janeiro 2007, Guadalajara 2011